# La finta giardiniera
La finta giardiniera (em português "A falsa jardineira") é uma ópera italiana de Wolfgang Amadeus Mozart de três atos, com libreto italiano de Giuseppe Petrosellini, e sua estréia ocorreu na cidade [Alemanha|alemã]] de Munique em 13 de janeiro de 1775, quando o compositor tinha 18 anos.

## Personagens
| Don Anchise (Podestà de Lagonero, apaixonado por Sandrina)                                                                                        | tenor            |
| Marquesa Violante Onesti (ex-amante do Conde Belfiore, disfaçou-se de jardineira chamada Sandrina)                                                | soprano          |
| Conde Belfiore (antigo amante da Marquesa Violante, agora noivo de Arminda)                                                                       | tenor            |
| Armida (nobre milanesa, antiga namorada do cavaleiro Ramiro, agora esposa prometida do conde Belfiore, sobrinha do podestá)                       | soprano          |
| Cavaleiro Ramiro (apaixonado por Armida mas abandonado por ela)                                                                                   | soprano castrato |
| Serpetta (camareira do podestà e apaixonada por ele)                                                                                              | soprano          |
| Roberto (servo da marquesa Violante, vive disfarçado como o jardineiro Nardo, primo de Sandrina, apaixonado por Serpetta porém não correspondido) | baixo            |

## Sinopse
O título é uma referência ao enredo da ópera e à sua personagem principal. Um ano antes da ação começar, o Conde Belfiore apunhala sua amante, a Marquesa Violante Onesti, e foge acreditando que a matou. Mas a marquesa não morreu. Ela e seu criado Roberto disfarçam-se de jardineiros assumindo as identidades de Sandrina e Nardo, respectivamente. Os dois vivem na propriedade de Don Anchise, o Podestà de Lagonero, próximo a Milão. A ação se passa no Palácio do Podestà, em meados do século XVIII.

### Ato I
Jardim com espaçosa escada pela qual se entra no palácio do Podestà.
Podestà, Ramiro e Serpetta descem a escada enquanto Sandrina e Nardo trabalham no jardim. Todos agradecem o lindo dia, porém cada um comenta à parte seu motivo de infelicidade.
O Podestà é a única pessoa feliz no grupo pois ele conseguiu um casamento vantajoso para sua sobrinha Arminda com um membro da nobreza que está para chegar a qualquer momento. O casamento se dará neste mesmo dia e ele decide então aproveitar a oportunidade para ter um pequeno caso com a bela jardineira Sandrina. Enquanto isso, o jovem poeta Ramiro lamenta a sua sorte, tentando esquecer a sua amada Arminda passando alguns dias no campo.
As tentativas do Podestà de seduzir Sandrina são constantemente interrompidas por Serpetta que não consegue impedi-lo de expor seus sentimentos à jardineira. A sós com Nardo, Sandrina relembra a noite em que foi quase morta pelo Conde Belfiore, seu amante na época, e teme pelo desfecho deste novo caso com o Podestà. Nardo sugere que ela ceda ao patrão mas Sandrina recusa, comentando as dificuldades da vida das mulheres. Aqui neste momento Nardo canta uma ária (A forza di martelli) que, nas montagens modernas da ópera, é transferida para o início do terceiro ato.
Galeria do palácio do Podestà, ao meio-dia.
Arminda chega ansiosa para o encontro com o noivo prometido e Podestà tenta acalmá-la. Serpetta anuncia a chegada do Conde Belfiore que entra elogiando a beleza de sua noiva. Porém ela rapidamente percebe fraquezas nos seu caráter e já o adverte que não admitirá infidelidades por parte do marido. O conde, então, reafirma suas intenções ao Podestà, desfiando como prova sua nobre linhagem que inclui Cipião Africano, Catão, o Velho, e até mesmo Marco Aurélio, fazendo o Podestà rir com ceticismo.
Todos saem e Serpetta, vendo Nardo chegar, canta uma canção para provocá-lo. Nardo responde com a mesma melodia, porém é rechaçado pela criada que aponta a ele o irresistível efeito que sua beleza provoca em todos os homens.
Jardim, no final da tarde.
Sozinha, Sandrina lamenta seu destino quando Arminda chega e, quase por acaso, comenta que irá se casar naquele mesmo dia com o Conde Belfiore. Ao ouvir o nome, Sandrina entra em choque e desmaia. Arminda chama por socorro, o próprio conde acorre e Arminda deixa a jardineira com ele, correndo buscar algo para reanimá-la. Ele imediatamente reconhece Violante, sua antiga amante agora vestida de jardineira, e tem início o final do primeiro ato.
Sandrina acorda, reconhecendo o Conde mas evitando confirmar sua identidade. Arminda retorna no mesmo momento que Ramiro chega, e temos outro par de antigos amantes se reencontrando. Podestà chega e pede uma explicação para o silêncio e espanto de todos. Sem palavras, cada casal corre para um lado, deixando Podestà furioso. Serpetta entra dizendo ao Podestà que acaba de ver Sandrina e Belfiore namorando, agarrados, mas Nardo aparece em seguida acusando-a de mentirosa. Sandrina e Belfiore retornam, ele perguntando a ela se ela é Violante e ela negando; Arminda e Ramiro também retornam, ela desconfiando que o Conde já a está traindo. A confusão típica de uma opera buffa termina num grande ensemble com todos os personagens.

### Ato II
Átrio do palácio do Podestà, na manhã do dia seguinte.
Ramiro discute com Arminda, dizendo desconhecer que ela era sobrinha do Podestà e acusando-a de ser leviana. Ramiro parte jurando vingança contra o Conde. Este aparece, e é recebido por Arminda com um misto de fúria e piedade.
Serpetta continua humilhando Nardo, desta vez dizendo que o amará somente se ele se apresentar com uma ária apaixonada à moda estrangeira. Nardo tenta algo à moda italiana, depois francesa e inglesa, mas percebe que Serpetta está brincando e sai, irritado.
Sandrina está num dilema pior: ela finalmente encontrou seu grande amor, mas está a ponto de perdê-lo para sempre para uma outra mulher. Quando o confuso Conde chega, ela pergunta a ele os motivos para aquele assassinato e fuga, ao que ele responde com alegria: então você é Violante! Ela rapidamente nega, dizendo que aquela mulher morreu. Belfiore ignora o comentário e canta uma romântica serenata para aquela que tem o mesmo rosto da sua amada Violante. Porém Podestà chega e observa os dois silenciosamente; após o Conde tomar sua mão por engano, pensando tratar-se da mão de Sandrina, Belfiore pede desculpas e sai, embaraçado.
Sozinho com Sandrina, Podestà novamente tenta sua sorte com ela, mas ela se desvencilha com uma ária cheia de ternura. Após a saída de Sandrina, Arminda chega dizendo ao tio que perdoou Belfiore e que deseja casar-se com ele. Neste instante aparece Ramiro com notícias de Milão: um mandado de prisão expedido para o Conde Belfiore pelo assassinato da Marquesa Violante Onesti. Podestà imediatamente suspende as bodas da sobrinha para tristeza de Arminda e felicidade de Ramiro.
Sala no palácio do Podestá
Ante todos, Belfiore pede ao Podestà para proceder com a cerimônia de casamento. Este, porém, passa a interrogar o Conde sobre a suposta acusação de assassinato da Marquesa Onesti. Belfiore entra em contradição e está prestes a confessar, quando Sandrina entra e revela sua real identidade, para surpresa de todos. Podestà suspende o julgamento para verificar a veracidade da informação.
A sós, Belfiore tenta se reconciliar com Sandrina, mas ela o rejeita dizendo que não é sua Violante. Ela apenas se fez passar por ela para poder salvá-lo. Belfiore fica absorto em pensamentos.
Momentos mais tarde, Serpetta causa grande agitação ao contar para Podestà, Nardo e Ramiro que Sandrina acaba de fugir. O Podestà imediatamente sai à procura da jardineira, enquanto Nardo ouve Serpetta comentar consigo mesma de que, na verdade, Arminda raptou Sandrina e levou-a para a floresta vizinha.
Um lugar deserto e montanhoso, à noite
No meio de uma floresta, Sandrina grita por socorro. Em pequenos grupos vão chegando o Conde e Nardo, Arminda, Serpetta e Podestà, porém a escuridão do lugar cria confusões de identidade: Podestà toma Arminda como Sandrina, e Arminda o toma pelo Conde; já este toma Serpetta por Sandrina, e a criada acredita que ele é o Podestà. Os únicos que se acertam são Nardo e Sandrina, que se reconhecem pela voz. A confusão só é desfeita com a chegada de Ramiro com homens e tochas. Porém, toda a confusão somada com ameaças fazem Belfiore e Sandrina perderem a sanidade, e o ato termina com o espanto de todos ao verem o casal dançar imitando Alcides e Medusa.

### Ato III
Pátio do palácio, ao amanhecer
Nardo descobre que o Conde e Sandrina continuam a delirar. Eles acreditam agora que são deuses da mitologia grega, e Nardo os distrai apontando para o céu e convencendo-os de que a lua e o sol estão em guerra.
Já o Podestà sente-se ameaçado de todos os lados: Serpetta quer seu amor, Arminda ainda quer seu Conde e Ramiro insiste em casar com Arminda. O confuso Podestà diz para fazerem o que quiserem, desde que não o importunem mais. Só, Ramiro pensa em morrer bem longe dali.
Jardim
O Conde e Sandrina acordam recuperados do delírio e decidem partir para sempre, cada um para o seu caminho. Mas como esta é uma ópera cômica e estamos no final, o amor prevalece e eles acabam ficando juntos.
Junto a todos os personagens, Sandrina/Violante explica a sua troca de identidade e pede desculpas a todos, anunciando em seguida seu casamento com Belfiore e sua retomada de nome, status social e de seu servo, Roberto (Nardo). Inicialmente Podestà e Arminda ficam confusos, mas logo em seguida recuperam-se do choque e cada um encontra seu final feliz: Arminda decide se casar com Ramiro, Serpetta junta-se a Nardo e Podestà resolve procurar uma nova jardineira.

## Orquestração
- 1 cravo (para recitativo secco)
- 1 tímpano
- 2 flautas
- 2 oboés
- 2 fagotes
- 2 trompas
- 2 trompetes
- Instr. de cordas: violinos (primeiros e segundos), violas, violoncelos (para recitativo secco) e contrabaixos (para recitativo secco)